# 迟建福
迟建福（1942年5月—），男，山东莱州人，中华人民共和国政治人物，曾任黑龙江省计划委员会副主任，黑龙江省人民政府副秘书长，黑龙江省政协副主席，第八届全国人大代表。